# Bunuri mobile din domeniul carte veche și manuscris clasate în patrimoniul cultural național al României aflate în județul Suceava
Acestă listă conține bunurile mobile din domeniul carte veche și manuscris clasate în Patrimoniul cultural național al României aflate la momentul clasării în județul Suceava.

## Tezaur
| Foto | Informații generale | Detalii tehnice | Descriere | Deținător                                                              | Legături |
| ---- | --- | --- | --- | ---------------------------------------------------------------------- | -------- |
|      | Junețea la români, fascicola 6. Șezătoarea Autor: Marian, Simion Florea | Datare: 1870-1880 Școală: autor Simion Florea Marian Dimensiuni: L: 21 cm, LA 18 cm | | Complexul Muzeal Bucovina, Suceava                                     | Cimec    |
|      | Junețea la români, fascicola 7. Șezătoarea fetelor Autor: Marian, Simion Florea | Datare: 1870-1880 Școală: autor Simion Florea Marian Dimensiuni: 21 x 18 cm Material: hârtie                                                                                            | | Complexul Muzeal Bucovina, Suceava                                     | Cimec    |
|      | Junețea la români, fascicola 10. Datinile poporului român. Ospățul feciorilor: Berea Autor: Marian, Simion Florea | Datare: 1870-1880 Școală: autor Simion Florea Marian Dimensiuni: 34,7 x 22 cm Material: hârtie                                                                                          | Junețea la români, fascicola 10. Datinile poporului român. Ospățul feciorilor: Berea. | Complexul Muzeal Bucovina, Suceava                                     | Cimec    |
|      | Botanica poporană română vol. IV, fascicola 1, specii: Robia, Frăgulița, Bozul | Dimensiuni: L: 22 cm LA: 18,5 cm Material: hârtie | | Complexul Muzeal Bucovina, Suceava                                     | Cimec    |
|      | Botanica poporană română vol. IV, fascicola 2, specii: Călinul, Caprifoiul, Scaiul voinicesc, Ruinul, Sipica | Dimensiuni: L: 22 cm LA: 18.5 cm Material: hârtie | | Complexul Muzeal Bucovina, Suceava                                     | Cimec    |
|      | Botanica poporană română vol. IV, fascicola 3, specii: Odoleanul, Podbalul, Captalanul | Dimensiuni: L: 22 cm LA:18,5 cm Material: hârtie | | Complexul Muzeal Bucovina, Suceava                                     | Cimec    |
|      | Botanica poporană română vol. IV, fascicola 4, specii: Bănuțul, Brustanul, Floarea Domniței, Siminicul | Dimensiuni: L: 22 cm LA:18,5 cm Material: hârtie | | Complexul Muzeal Bucovina, Suceava                                     | Cimec    |
|      | Botanica poporană română vol. IV, fascicola 6, specii: Mărunca, Calapărul, Bumbișorul, Romanul | Dimensiuni: L: 22 cm LA:18,5 cm Material: hârtie | | Complexul Muzeal Bucovina, Suceava                                     | Cimec    |
|      | Botanica poporană română vol. IV, fascicola 7, specii: Romanița, Tătăișa, Mătriciul | Dimensiuni: L: 22 cm LA:18,5 cm Material: hârtie | | Complexul Muzeal Bucovina, Suceava                                     | Cimec    |
|      | Botanica poporană română vol. IV, fascicola 8, specii: Vitrinicul, Arnica, Cruciuliță, Filimina, Rostogolul | Dimensiuni: L: 22 cm LA:18,5 cm Material: hârtie | | Complexul Muzeal Bucovina, Suceava                                     | Cimec    |
|      | Botanica poporană română vol. IV, fascicola 9, specii: Brusturul | Dimensiuni: L: 22 cm LA:18,5 cm Material: hârtie | | Complexul Muzeal Bucovina, Suceava                                     | Cimec    |
|      | Botanica poporană română vol. IV, fascicola 10, specii: Scaiul, Anghinariul, Schaiul măgăresc, Mărinul | Dimensiuni: L: 22 cm LA:18,5 cm Material: hârtie | | Complexul Muzeal Bucovina, Suceava                                     | Cimec    |
|      | Botanica poporană română vol. V, fascicola 1, specii: Volovaticul, Șofranul, Răsfugul (Lăptuca), Susaiul | Dimensiuni: L: 22 cm LA:18,5 cm Material: hârtie | | Complexul Muzeal Bucovina, Suceava                                     | Cimec    |
|      | Botanica poporană română vol. V, fascicola 2, specii: Sunătoarea, Culcușul vacii, Cornuțelul, Clopoțelul, Mutătoarea | Dimensiuni: L: 22 cm LA:18,5 cm Material: hârtie | | Complexul Muzeal Bucovina, Suceava                                     | Cimec    |
|      | Botanica poporană română vol. V, fascicola 3, specii: Titva, Pepenele, Bostanul turcesc, Harbuzul | Dimensiuni: L: 22 cm LA:18,5 cm Material: hârtie | | Complexul Muzeal Bucovina, Suceava                                     | Cimec    |
|      | Botanica poporană română vol. V, fascicola 4, specii: Bostanul, Afinul, Merișorul | Dimensiuni: L: 22 cm LA:18,5 cm Material: hârtie | | Complexul Muzeal Bucovina, Suceava                                     | Cimec    |
|      | Botanica poporană română vol. V, fascicola 5, specii: Iarba neagră, Bujorul, Lucioara, Perișorul | Dimensiuni: L: 22 cm LA:18,5 cm Material: hârtie | | Complexul Muzeal Bucovina, Suceava                                     | Cimec    |
|      | Botanica poporană română vol. V, fascicola 6, specii: Mălinița, Liliacul, Frasinul, Iasomia, Mojdreanul | Dimensiuni: L: 22 cm LA:18,5 cm Material: hârtie | | Complexul Muzeal Bucovina, Suceava                                     | Cimec    |
|      | Botanica poporană română vol. V, fascicola 7, specii: Iarba fiarelor | Dimensiuni: L: 22 cm LA:18,5 cm Material: hârtie | | Complexul Muzeal Bucovina, Suceava                                     | Cimec    |
|      | Botanica poporană română vol. V, fascicola 8, specii: Bărbănocul, Călcâiul dracului, Potroaca, Pidosnia | Dimensiuni: L: 22 cm LA:18,5 cm Material: hârtie | | Complexul Muzeal Bucovina, Suceava                                     | Cimec    |
|      | Botanica poporană română vol. V, fascicola 9, specii: Ochiul mâței, Baranța, Meiul păsăresc, Mierea ursului, Ochiul Șerpelui | Dimensiuni: L: 22 cm LA:18,5 cm Material: hârtie | | Complexul Muzeal Bucovina, Suceava                                     | Cimec    |
|      | Botanica poporană română vol. V, fascicola 10, specii: Holbura, Zoreaua, Torțelul (steagul sfintelor), Licia, Lozniciora | Dimensiuni: L: 22 cm LA:18,5 cm Material: hârtie | | Complexul Muzeal Bucovina, Suceava                                     | Cimec    |
|      | Botanica poporană română vol. V, fascicola 11, specii: Barabula, Zărna, Pătlăgica, Beșicura | Dimensiuni: L: 22 cm LA:18,5 cm Material: hârtie | | Complexul Muzeal Bucovina, Suceava                                     | Cimec    |
|      | Botanica poporană română vol. VI, fascicola 1 specii: Ardeiul, Lipanul, Lumînărica | Dimensiuni: L: 22 cm LA:18,5 cm Material: hârtie | | Complexul Muzeal Bucovina, Suceava                                     | Cimec    |
|      | Botanica poporană română vol. VI, fascicola 2 specii: Somnoroasa, Inișorul, Avrămasca, Brînca | Dimensiuni: L: 22 cm LA:18,5 cm Material: hârtie | | Complexul Muzeal Bucovina, Suceava                                     | Cimec    |
|      | Botanica poporană română vol. VI, fascicola 3 specii: Degetărița, Bubovnicul, Ochiul broastii, Frățiorii, Daria, Clocoticiul, Matruna | Dimensiuni: L: 22 cm LA:18,5 cm Material: hârtie | | Complexul Muzeal Bucovina, Suceava                                     | Cimec    |
|      | Botanica poporană română vol. VI, fascicola 4 specii: Săgeata lui Dumnezeu, Buricul pămăntului, Sporiciul, Minta | Dimensiuni: L: 22 cm LA:18,5 cm Material: hârtie | | Complexul Muzeal Bucovina, Suceava                                     | Cimec    |
|      | Botanica poporană română vol. VI, fascicola 5 specii: Apărătoarea, Cinstețul, Șalvia, Brăileanca, Rosmarinul | Dimensiuni: L: 22 cm LA:18,5 cm Material: hârtie | | Complexul Muzeal Bucovina, Suceava                                     | Cimec    |
|      | Botanica poporană română vol. VI, fascicola 6 specii: Aspicul, Sovîrvul, Mageranul | Dimensiuni: L: 22 cm LA:18,5 cm Material: hârtie | | Complexul Muzeal Bucovina, Suceava                                     | Cimec    |
|      | Botanica poporană română vol. VI, fascicola 7 specii: Cimbrișorul, Cimbrul, Matocina, Cătușnica, Poala Sânta-Măriei | Dimensiuni: L: 22 cm LA:18,5 cm Material: hârtie | | Complexul Muzeal Bucovina, Suceava                                     | Cimec    |
|      | Botanica poporană română vol. VI, fascicola 8 specii: Coarda Elelor, Dumbracnicul, Urzica moartă, Moșii (Faptnica), Busuiocul | Dimensiuni: L: 22 cm LA:18,5 cm Material: hârtie | | Complexul Muzeal Bucovina, Suceava                                     | Cimec    |
|      | Botanica poporană română vol. VI, fascicola 9 specii: Alionul, Busuiocul de câmp, Sulimanul, Gălbaza, Scînteuță | Dimensiuni: L: 22 cm LA:18,5 cm Material: hârtie | | Complexul Muzeal Bucovina, Suceava                                     | Cimec    |
|      | Botanica poporană română vol. X, fascicula 1: Crinul, Cocoșelul, Scînteiuța sau Grîul cucului, Grîușorul, Hagima Autor: Marian, Simion Florea                                                                                                 | Datare: 1870-1890 Școală: copist Simion Florea Marian Dimensiuni: L: 22 cm LA:18,5 cm Material: hârtie                                                                                  | | Complexul Muzeal Bucovina, Suceava                                     | Cimec    |
|      | Botanica poporană română vol. X, fascicula 2: specii: Ceapa, Poriul, Ceapa cioarei Autor: Marian, Simion Florea | Datare: 1870-1890 Școală: copist Simion Florea Marian Dimensiuni: L: 22 cm LA:18,5 cm Material: hârtie                                                                                  | | Complexul Muzeal Bucovina, Suceava                                     | Cimec    |
|      | Botanica poporană română vol. X, fascicula 3: specii: Golomățul, Trandafirul, Sgrăbunțica, Păiușul, Stratura, Sohotna Autor: Marian, Simion Florea                                                                                            | Datare: 1870-1890 Școală: copist Simion Florea Marian Dimensiuni: L: 22 cm LA:18,5 cm Material: hârtie                                                                                  | | Complexul Muzeal Bucovina, Suceava                                     | Cimec    |
|      | Botanica poporană română vol. X, fascicula 4: specii: Puricărița-Punga babii, Crucea vacii, Drobul, Sulimina, Buezi, Leul, Făraș, Mărgăritărel, Plugul, Mixandra Autor: Marian, Simion Florea                                                 | Datare: 1870-1890 Școală: copist Simion Florea Marian Dimensiuni: L: 22 cm LA:18,5 cm Material: hârtie                                                                                  | Botanica poporană română vol. X, fascicula 4: specii: Puricărița-Punga babii, Crucea vacii, Drobul, Sulimina, Buezi, Leul, Făraș, Mărgăritărel, Plugul, Mixandra | Complexul Muzeal Bucovina, Suceava                                     | Cimec    |
|      | Botanica poporană română vol. X, fascicula 5: specii: Inima pământului, Pâinișoara, Urechea babei, Buretele porcesc, Hribul Țigănesc, Openticul, Sbîrciogul, Flocoșelul Autor: Marian, Simion Florea                                          | Datare: 1870-1890 Școală: copist Simion Florea Marian Dimensiuni: 22 x 18, 5 cm Material: hârtie                                                                                        | Botanica poporană română vol. X, fascicula 5: specii: Inima pământului, Pâinișoara, Urechea babei, Buretele porcesc, Hribul Țigănesc, Openticul, Sbîrciogul, Flocoșelul | Complexul Muzeal Bucovina, Suceava                                     | Cimec    |
|      | Botanica poporană română vol. X, fascicula 6: specii: Buretele șerpesc, Buretele ciutei, Gheaba de brad, Popenchiul, Buretele de prund sai roua, Văcălia, Buretele de răchită, Buretele oilor Autor: Marian, Simion Florea                    | Datare: 1870-1890 Școală: copist Simion Florea Marian Dimensiuni: L: 22 cm LA:18,5 cm Material: hârtie                                                                                  | Botanica poporană română vol. X, fascicula 6: specii: Buretele șerpesc, Buretele ciutei, Gheaba de brad, Popenchiul, Buretele de prund sai roua, Văcălia, Buretele de răchită, Buretele oilor | Complexul Muzeal Bucovina, Suceava                                     | Cimec    |
|      | Botanica poporană română vol. X, fascicula 7: specii: Buretele picios, Mălăeșul sau Turta lupului, Rîșcovul, Bureți iuți, Pitarca Autor: Marian, Simion Florea                                                                                | Datare: 1870-1890 Școală: copist Simion Florea Marian Dimensiuni: L: 22 cm LA:18,5 cm Material: hârtie                                                                                  | Botanica poporană română vol. X, fascicula 7: specii: Buretele picios, Mălăeșul sau Turta lupului, Rîșcovul, Bureți iuți, Pitarca | Complexul Muzeal Bucovina, Suceava                                     | Cimec    |
|      | Botanica poporană română vol. X, fascicula 8: specii: Creasta cocoșului, Hribul, Bălosul, Vinecioara, Tăciunele de păpușoi, Burechiușul, Cucoșul, Gălbiorul Autor: Marian, Simion Florea                                                      | Datare: 1870-1890 Școală: copist Simion Florea Marian Dimensiuni: L: 22 cm LA:18,5 cm Material: hârtie                                                                                  | Botanica poporană română vol. X, fascicula 8: specii: Creasta cocoșului, Hribul, Bălosul, Vinecioara, Tăciunele de păpușoi, Burechiușul, Cucoșul, Gălbiorul | Complexul Muzeal Bucovina, Suceava                                     | Cimec    |
|      | Botanica poporană română vol. X, fascicula 9: specii: Buretele de nuc, Mălura, Ciupîrca, Păstrăvul, Tăciunele, Drehla, Mama secării sau Cornișorul. Autor: Marian, Simion Florea                                                              | Datare: 1870-1890 Școală: copist Simion Florea Marian Dimensiuni: L: 22 cm LA:18,5 cm Material: hârtie                                                                                  | Botanica poporană română vol. X, fascicula 9: specii: Buretele de nuc, Mălura, Ciupîrca, Păstrăvul, Tăciunele, Drehla, Mama secării sau Cornișorul. | Complexul Muzeal Bucovina, Suceava                                     | Cimec    |
|      | Botanica poporană română vol. X, fascicula 10: specii: Dafinul, Nucușoara, Sîngele de 9 frați, Scorțișoara, Cuișoarele, Tămâia, Abanosul Autor: Marian, Simion Florea                                                                         | Datare: 1870-1890 Școală: copist Simion Florea Marian Dimensiuni: L: 22 cm LA:18,5 cm Material: hârtie                                                                                  | Botanica poporană română vol. X, fascicula 10: specii: Dafinul, Nucușoara, Sîngele de 9 frați, Scorțișoara, Cuișoarele, Tămâia, Abanosul | Complexul Muzeal Bucovina, Suceava                                     | Cimec    |
|      | Botanica poporană română vol. X, fascicula 10: specii: Măslinul, Orezul, Portocalul, Alămîiul, Salcea, Sălcioara Autor: Marian, Simion Florea                                                                                                 | Datare: 1870-1890 Școală: copist Simion Florea Marian Dimensiuni: L: 22 cm LA:18,5 cm Material: hârtie                                                                                  | Botanica poporană română vol. X, fascicula 10: specii: Măslinul, Orezul, Portocalul, Alămîiul, Salcea, Sălcioara | Complexul Muzeal Bucovina, Suceava                                     | Cimec    |
|      | Botanica poporană română vol. XI, fascicola 2 specii: Cornul de mare, Bacanul, Chiparosul, Hurmuzul, Gheorghina, Mîna Maicii Domnului, Căpușa, Oleandrul Autor: Marian, Simion Florea                                                         | Datare: 1870-1890 Școală: copist Simion Florea Marian Dimensiuni: L: 22 cm LA:18,5 cm Material: hârtie                                                                                  | Botanica poporană română vol. X, fascicula 10: specii: Cornul de mare, Bacanul, Chiparosul, Hurmuzul, gheorghina, Mâna maicii Domnului, Căpușa, Oleandrul | Complexul Muzeal Bucovina, Suceava                                     | Cimec    |
|      | Botanica poporană română vol. XI, fascicola 3 specii: Turta lupului, Părul fetei, Călțunașul, Păduchernița, Revinta, Lîna broaștei, Mușcata                                                                                                   | Școală: copist Simion Florea Marian Dimensiuni: L: 22 cm LA:18,5 cm Material: hârtie | | Complexul Muzeal Bucovina, Suceava                                     | Cimec    |
|      | Botanica poporană română vol. XI, fascicola 4 specii: Palma voinicului, Bradul, Floarea soarelui | Școală: copist Simion Florea Marian Dimensiuni: L: 22 cm LA:18,5 cm Material: hârtie | | Complexul Muzeal Bucovina, Suceava                                     | Cimec    |
|      | Botanica poporană română vol. XI, fascicola 5 specii: Cînepa, Pipigioiul, Piperiul | Școală: copist Simion Florea Marian Dimensiuni: L: 22 cm LA:18,5 cm Material: hârtie | | Complexul Muzeal Bucovina, Suceava                                     | Cimec    |
|      | Botanica poporană română vol. XI, fascicola 6 specii: Busuiocul, Alunul, Carpănul | Școală: copist Simion Florea Marian Dimensiuni: L: 22 cm LA:18,5 cm Material: hârtie | | Complexul Muzeal Bucovina, Suceava                                     | Cimec    |
|      | Botanica poporană română vol. XI, fascicola 7 specii: Sita zânelor, Viorica, Lăcrămioara, Pădurețul, Sburătoarea, Mărul | Școală: copist Simion Florea Marian Dimensiuni: L: 22 cm LA:18,5 cm Material: hârtie | | Complexul Muzeal Bucovina, Suceava                                     | Cimec    |
|      | Botanica poporană română vol. XI, fascicola 8 specii: Păpușoiul | Școală: copist Simion Florea Marian Dimensiuni: L: 22 cm LA:18,5 cm Material: hârtie | | Complexul Muzeal Bucovina, Suceava                                     | Cimec    |
|      | Botanica poporană română vol. XI, fascicola 9 specii: Plopul, Usturoiul, Teiul | Școală: copist Simion Florea Marian Dimensiuni: L: 22 cm LA:18,5 cm Material: hârtie | | Complexul Muzeal Bucovina, Suceava                                     | Cimec    |
|      | Botanica poporană română vol. XI, fascicola 10 specii: Stînjinelul, Buretele de gunoi, Plopencuța și deferiți bureți, Nicoretele, Buretele de pom                                                                                             | Școală: copist Simion Florea Marian Dimensiuni: L: 22 cm LA:18,5 cm Material: hârtie | | Complexul Muzeal Bucovina, Suceava                                     | Cimec    |
|      | Botanica poporană română vol. XII, fascicola 1/112, broșura I, II, III specii: Floarea română | Școală: copist Simion Florea Marian Dimensiuni: L: 22 cm LA:18,5 cm Material: hârtie | | Complexul Muzeal Bucovina, Suceava                                     | Cimec    |
|      | Botanica poporană română vol. XII, fascicola 1/113 Autor: Pamfilie, Tudor | Școală: copist autor: Tudor Pamfilie Dimensiuni: L: 22 cm LA:18,5 cm Material: hârtie                                                                                                   | | Complexul Muzeal Bucovina, Suceava                                     | Cimec    |
|      | Botanica poporană română vol. XII, fascicola 1/114 Autor: Gligor din Bistra, Aurel | Școală: copist: autor Aurel Gligor Dimensiuni: L: 22 cm LA:18,5 cm Material: hârtie | | Complexul Muzeal Bucovina, Suceava                                     | Cimec    |
|      | Botanica poporană română vol. XII, fascicola 4/115 Autor: Bălășel, Teodor | Datare: [1870-1907] Școală: copist: autor pr. Teodor Bălășel Dimensiuni: L: 22 cm, LA: 18,5 cm Material: hârtie                                                                         | | Complexul Muzeal Bucovina, Suceava                                     | Cimec    |
|      | Botanica poporană română vol. XII, fascicola 5/116. Note și materiale: Sora soarelui, Trandafir de câmp, Mătrăguna, Plopul, Bradul, Păpădia, Pelinul, Șerpînța, Socul, Iarba mare, Arinul, Usturoiul-Descîntec, Rugina Autor: Bălășel, Teodor | Datare: [1870-1895] Școală: copist: autor Simion Florea Marin Dimensiuni: L: 22 cm, LA: 18,5 cm Material: hârtie                                                                        | | Complexul Muzeal Bucovina, Suceava                                     | Cimec    |
|      | Botanica poporană română vol. XII, fascicola 6/117. Note și materiale cu speciile așezate după alfabet Autor: Marian, Simion Florea | Datare: [1870-1890] Școală: copist: autor Simion Florea Marin Dimensiuni: L: 22 cm, LA: 18,5 cm Material: hârtie                                                                        | | Complexul Muzeal Bucovina, Suceava                                     | Cimec    |
|      | Botanica poporană română vol. XII, fascicola 7/118. Planul de lucru și câteva materiale. Autor: Marian, Simion Florea | Datare: [1870] Școală: copist: autor Simion Florea Marin Dimensiuni: L: 22 cm, LA: 18,5 cm Material: hârtie                                                                             | | Complexul Muzeal Bucovina, Suceava                                     | Cimec    |
|      | Botanica poporană română vol. XII, fascicola 8/119. Articole publicate în diferite reviste. Autor: Marian, Simion Florea | Datare: [1870-1890] Școală: copist: autor Simion Florea Marin Dimensiuni: L: 22 cm, LA: 18,5 cm Material: hârtie                                                                        | | Complexul Muzeal Bucovina, Suceava                                     | Cimec    |
|      | Ciprian Porumbescu către Mărioara Porumbescu | Datare: 08.09.1882 Dimensiuni: L : 19,8 cm; LA: 12,5 cm Material: hârtie | | Complexul Muzeal Bucovina, Suceava                                     | Cimec    |
|      | Bertha Gorgon către Ciprian Porumbescu Autor: Bertha Gorgon | Datare: 20 septembrie 1878 Dimensiuni: L: 18 cm; LA: 11,7 cm Material: hârtie | | Complexul Muzeal Bucovina, Suceava                                     | Cimec    |
|      | Botanica poporană română (vol. I, fasc. 1) Autor: Marian, Simion Florea | Dimensiuni: 22x18,5 cm; 39 file R Material: hârtie | Botanica poporană română (vol. I, fasc. 1) | Complexul Muzeal Bucovina, Suceava                                     | Cimec    |
|      | Botanica poporană română (vol. I, fasc. 2) Autor: Marian, Simion Florea | Dimensiuni: 22x18,5 cm; 42 file R Material: hârtie | Botanica poporană română (vol. I, fasc. 2) | Complexul Muzeal Bucovina, Suceava                                     | Cimec    |
|      | Botanica poporană română (vol. I, fasc. 3) Autor: Marian, Simion Florea | Dimensiuni: 22x18,5 cm; 47 file R Material: hârtie | Botanica poporană română (vol. I, fasc. 3) | Complexul Muzeal Bucovina, Suceava                                     | Cimec    |
|      | Botanica poporană română (vol. I, fasc. 4) Autor: Marian, Simion Florea | Dimensiuni: 22x18,5 cm; 58 file R Material: hârtie | Botanica poporană română (vol. I, fasc. 4) | Complexul Muzeal Bucovina, Suceava                                     | Cimec    |
|      | Botanica poporană română (vol. I, fasc. 5) Autor: Marian, Simion Florea | Dimensiuni: 22x18,5 cm; 57 file R Material: hârtie | Botanica poporană română (vol. I, fasc. 5) | Complexul Muzeal Bucovina, Suceava                                     | Cimec    |
|      | Botanica poporană română (vol. I, fasc. 6) Autor: Marian, Simion Florea | Dimensiuni: 22x18,5 cm; 50 file R Material: hârtie | Botanica poporană română (vol. I, fasc. 6) | Complexul Muzeal Bucovina, Suceava                                     | Cimec    |
|      | Botanica poporană română (vol. I, fasc. 7) Autor: Marian, Simion Florea | Dimensiuni: 22x18,5 cm; 49 file R Material: hârtie | Botanica poporană română (vol. I, fasc. 7) | Complexul Muzeal Bucovina, Suceava                                     | Cimec    |
|      | Botanica poporană română (vol. I, fasc. 8) Autor: Marian, Simion Florea | Dimensiuni: 22x18,5 cm; 71 file R Material: hârtie | Botanica poporană română (vol. I, fasc. 8) | Complexul Muzeal Bucovina, Suceava                                     | Cimec    |
|      | Botanica poporană română (vol. I, fasc. 9) Autor: Marian, Simion Florea | Dimensiuni: 22x18,5 cm; 58 file R Material: hârtie | Botanica poporană română (vol. I, fasc. 9) | Complexul Muzeal Bucovina, Suceava                                     | Cimec    |
|      | Botanica poporană română (vol. I, fasc. 10) Autor: Marian, Simion Florea | Dimensiuni: 22x18,5 cm; 100 file R Material: hârtie | | Complexul Muzeal Bucovina, Suceava                                     | Cimec    |
|      | Liturghier | Datare: 1610 Școală: scriptor și miniaturist diacul Anastasie Crimca (?) Dimensiuni: 16,5 x 22 cm, grosimea blocului de carte: 4 cm (cotor) Material: pergament                         | | Muzeul „Anastasie Crimca” al Mănăstirii Dragomirna, Mitocu Dragomirnei | Cimec    |
|      | Tetraevanghelie | Datare: 1610 Școală: scriptor și miniaturist Dimitrie Vasilievici Belinschi Dimensiuni: 25 x 36 cm, grosimea blocului de carte: 7,5 cm (cotor); 9,2 cm (deschidere) Material: pergament | | Muzeul „Anastasie Crimca” al Mănăstirii Dragomirna, Mitocu Dragomirnei | Cimec    |
|      | Gavotte "Reine Elisabethe" Autor: Porumbescu, Ciprian | Datare: a doua jum. a sec. XIX Dimensiuni: 33 x 25,5 cm Material: hârtie | | Complexul Muzeal Bucovina, Suceava                                     | Cimec    |
|      | Visul Păcurariului (Berceuse) Autor: Porumbescu, Ciprian | Datare: 30.10.1882 Dimensiuni: 33 x 25,5 cm Material: hârtie | | Complexul Muzeal Bucovina, Suceava                                     | Cimec    |
|      | O Frage Nicht... Autor: Porumbescu, Ciprian | Datare: 16.10.1880 Dimensiuni: 32,5 x 25,5 cm Material: hârtie | | Complexul Muzeal Bucovina, Suceava                                     | Cimec    |
|      | Nalba Autor: Porumbescu, Ciprian | Datare: 2.10.1880 Dimensiuni: 32,5 X 25,5 cm Material: hârtie | | Complexul Muzeal Bucovina, Suceava                                     | Cimec    |
|      | Vals Autor: Porumbescu, Ciprian | Datare: 23.09.1880 Dimensiuni: 32,5 x 25,5 cm Material: hârtie | | Complexul Muzeal Bucovina, Suceava                                     | Cimec    |
|      | Notturna Autor: Porumbescu, Ciprian | Datare: 14.12.1882 Dimensiuni: 30 x 22,5 cm Material: hârtie | | Complexul Muzeal Bucovina, Suceava                                     | Cimec    |
|      | Souvenir de Nervi. Nocturne Autor: Porumbescu, Ciprian | Datare: 14.12.1882 Dimensiuni: 33 x 26 cm Material: hârtie | | Complexul Muzeal Bucovina, Suceava                                     | Cimec    |
|      | Cântecul Mărgăritei Autor: Porumbescu, Ciprian | Datare: 1881 Dimensiuni: 25,5 x 16,5 cm Material: hârtie | | Complexul Muzeal Bucovina, Suceava                                     | Cimec    |
|      | Une pensee fugitive du melancolie Autor: Porumbescu, Ciprian | Datare: 28.12.1876 Dimensiuni: 33 x 26 cm Material: hârtie | | Complexul Muzeal Bucovina, Suceava                                     | Cimec    |
|      | Bătrenească: horă lină Autor: Porumbescu, Ciprian | Datare: 07.12.1876 Dimensiuni: 31,5 x 25 cm Material: hârtie | | Complexul Muzeal Bucovina, Suceava                                     | Cimec    |
|      | Numele tău - cor bărbătesc Autor: Porumbescu, Ciprian | Datare: 30.03.1880 Dimensiuni: 33 x 25,5 cm Material: hârtie | | Complexul Muzeal Bucovina, Suceava                                     | Cimec    |
|      | Fleurs d'Automne -Valse pour le Piano Autor: Porumbescu, Ciprian | Datare: 07.10.1879 Dimensiuni: 33 x 26 cm Material: hârtie | | Complexul Muzeal Bucovina, Suceava                                     | Cimec    |
|      | Potpourri des Chansons Nationaux Roumains Autor: Porumbescu, Ciprian | Datare: 23.11.1876 Dimensiuni: 31 x 25,5 cm Material: hârtie | | Complexul Muzeal Bucovina, Suceava                                     | Cimec    |
|      | Angeru de pază Autor: Porumbescu, Ciprian | Datare: 1880 Dimensiuni: 33 x 25,5 cm Material: hârtie | | Complexul Muzeal Bucovina, Suceava                                     | Cimec    |
|      | Boala mea - Musica pentru o voce cu acompaniare de piano Autor: Porumbescu, Ciprian | Datare: 17.05.1878 Dimensiuni: 33 x 25,5 cm Material: hârtie | | Complexul Muzeal Bucovina, Suceava                                     | Cimec    |
|      | Ilenuța. Polka francaise Autor: Porumbescu, Ciprian | Datare: 16.02.1877 Dimensiuni: 31,5 x 25 cm Material: hârtie | | Complexul Muzeal Bucovina, Suceava                                     | Cimec    |
|      | Două perle: Aș fi murit; C'un plăns amar Autor: Porumbescu, Ciprian | Datare: 23.07.1878 Dimensiuni: 26 x 16,5 cm Material: hârtie | | Complexul Muzeal Bucovina, Suceava                                     | Cimec    |
|      | Paraphrase sur un theme roumain Autor: Porumbescu, Ciprian | Datare: 2/2 sec.XIX Dimensiuni: 33 x 25 cm Material: hârtie | | Complexul Muzeal Bucovina, Suceava                                     | Cimec    |
|      | Morceau de Salon en forme d'une Rhapsodie Roumaine avec acompagnement de piano Autor: Porumbescu, Ciprian | Datare: 18.05.1878 Dimensiuni: 32,5 x 25 cm Material: hârtie | | Complexul Muzeal Bucovina, Suceava                                     | Cimec    |
|      | Sosirea primăverii. Sunt arboros. Patria română Autor: Porumbescu, Ciprian | Datare: 25 04 1876 Dimensiuni: 31 x 25 cm Material: hârtie | | Complexul Muzeal Bucovina, Suceava                                     | Cimec    |
|      | Altariul Monastirei Putnei Autor: Porumbescu, Ciprian | Datare: 2/2 sec.XIX Dimensiuni: 32,5 x 26 cm Material: hârtie | | Complexul Muzeal Bucovina, Suceava                                     | Cimec    |
|      | Dedicațiune Autor: Porumbescu, Ciprian | Datare: 12.12.1880 Dimensiuni: 32,5 x 25,5 cm Material: hârtie | | Complexul Muzeal Bucovina, Suceava                                     | Cimec    |
|      | En Miniature Autor: Porumbescu, Ciprian | Datare: 21 12 1880 Dimensiuni: 32,5 x 25,5 cm Material: hârtie | | Complexul Muzeal Bucovina, Suceava                                     | Cimec    |
|      | Ich Liebte Dich Autor: Porumbescu, Ciprian | Datare: 26.121880 Dimensiuni: 32,5 x 25,5 cm Material: hârtie | | Complexul Muzeal Bucovina, Suceava                                     | Cimec    |
|      | Trandafirul; fragment din Cât îi țara românească Autor: Porumbescu, Ciprian | Datare: 2/2 sec.XIX Dimensiuni: 33 x 25,5 cm Material: hârtie | | Complexul Muzeal Bucovina, Suceava                                     | Cimec    |
|      | Fluturașiu de noapte. Polka francaise Autor: Porumbescu, Ciprian | Datare: 31.12.1880 Dimensiuni: 32,5 x 25 cm Material: hârtie | | Complexul Muzeal Bucovina, Suceava                                     | Cimec    |
|      | Blauaugelein. Mazurka; Pe câmpiele Stupcei Autor: Porumbescu, Ciprian | Datare: 2/2 sec.XIX Dimensiuni: 33 x 25,5 cm Material: hârtie | | Complexul Muzeal Bucovina, Suceava                                     | Cimec    |
|      | La malurile Prutului Autor: Porumbescu, Ciprian | Datare: 2/2 sec.XIX Dimensiuni: 33 x 25,5 cm Material: hârtie | | Complexul Muzeal Bucovina, Suceava                                     | Cimec    |
|      | Mariorica. Hora pentru piano Autor: Porumbescu, Ciprian | Datare: 07.09.1878 Dimensiuni: 31,5 x 25 cm Material: hârtie | | Complexul Muzeal Bucovina, Suceava                                     | Cimec    |
|      | O sera la stînă. Idilă pentru piano Autor: Porumbescu, Ciprian | Datare: 29.06.1878 Dimensiuni: 31,5 x 27 cm Material: hârtie | | Complexul Muzeal Bucovina, Suceava                                     | Cimec    |
|      | Psaltire | Datare: 1616 Școală: Atelierul mănăstirii Dragomirna Dimensiuni: 25,2 x 34,3 cm, grosimea blocului cărții = 9 cm Material: pergament                                                    | | Muzeul „Anastasie Crimca” al Mănăstirii Dragomirna, Mitocu Dragomirnei | Cimec    |
|      | Tetraevanghelie | Datare: 1609 Școală: Atelierul Mănăstirii Dragomirna; Atelier Moldova Dimensiuni: 27 x 35 cm, grosimea blocului de carte: 14 cm (cotor); grosimea blaturilor 2 cm Material: Pergament   | | Muzeul „Anastasie Crimca” al Mănăstirii Dragomirna, Mitocu Dragomirnei | Cimec    |
|      | Liturghier | Datare: 1611 Școală: Atelierul mănăstirii Dragomirna Dimensiuni: 18 x 24,3/24,6 cm; grosimea blocului de carte = 7,5 cm (cotor) Material: pergament                                     | Liturghier cu coperte ferecate în argint aurit cuprinzănd învățături ale Sf. Ioan Gură de Aur și slujba proscomidiei. Date despre text: file nescrise: 65 r; texte pe o singură coloană, cu 18 rânduri pe pagină (ff 2r-9r, 10r-41v, 43r-64v, 66r-84r), scriere semiuncială, cu cerneală neagră, roșie și aurie; însemnări: ff 2r-7r, 7v-9r, 10r, 84r. Legătura: capital band original, cu fir de mătase roșu verde și metalic aurit; șnit pictat cu roșu și negru; forzaț de pergament simplu. Copertele: blaturi de lemn îmbrăcate în piele, ferecate în totalitate în argint aurit, ciocănit, cizelat, gravat; coperta 1 - scena ”Coborârii Sf. Duh”, coperta 4 - „Cei Sf. Părinți Litrughisitori, Vasile, Grigore și Ioan”; cotor din zale de sârmă, simplă și răsucită; încuietori din zale, cu capete turnate, decorate cu margarete. 5 miniaturi pe întreaga pagină, frontispicii și inițiale ornate. 90 de file. | Muzeul „Anastasie Crimca” al Mănăstirii Dragomirna, Mitocu Dragomirnei | Cimec    |

## Fond
| Foto | Informații generale | Detalii tehnice                                                                                                | Descriere | Deținător                          | Legături |
| ---- | --- | --- | --- | ---------------------------------- | -------- |
|      | Junețea la români, fascicola 11. Datine: Berea; Horele sau Danțurile; Note; Instrumente muzicale; Însoțirea copiilor; Portul tineretului; Jocurile copiilor. Autor: Marin, Sorin Florea            | Datare: 1870-1880 Școală: copist autor Simion Florea Marian Dimensiuni: L: 34,7 cm, La 22 cm Material: hârtie  | Junețea la români, fascicola 11. Datine: Berea; Horele sau Danțurile; Note; Instrumente muzicale; Însoțirea copiilor; Portul tineretului; Jocurile copiilor.                | Complexul Muzeal Bucovina, Suceava | Cimec    |
|      | Junețea la români, fascicola 5. Jocurile copiilor. Autor: Marin, Sorin Florea | Datare: 1870-1880 Școală: copist autor Simion Florea Marian Dimensiuni: L: 21 cm; LA: 18 cm Material: hârtie   | | Complexul Muzeal Bucovina, Suceava | Cimec    |
|      | Junețea la români, fascicola 1. Planul lucrării: 1. Schimbarea dinților. 2 Bortirea urechilor. 3. Scăldatul Autor: Marin, Sorin Florea                                                             | Datare: 1870-1880 Școală: copist autor Simion Florea Marian Dimensiuni: L: 21 cm; LA: 18 cm Material: hârtie   | Junețea la români, fascicola 1. Planul lucrării: 1. Schimbarea dinților. 2. Bortirea urechilor. 3. Scăldatul.                                                               | Complexul Muzeal Bucovina, Suceava | Cimec    |
|      | Junețea la români, fascicola 2. Jocurile copiilor. A-d; materiale Autor: Marin, Sorin Florea | Datare: 1870-1880 Școală: copist autor Simion Florea Marian Dimensiuni: L: 21 cm; LA: 18 cm Material: hârtie   | Junețea la români, fascicola 2. Jocurile copiilor. A-d; materiale. | Complexul Muzeal Bucovina, Suceava | Cimec    |
|      | Junețea la români, fascicola 8. Material pentru studiu. Autor: Marin, Sorin Florea | Datare: 1870-1880 Școală: copist autor Simion Florea Marian Dimensiuni: L: 34,7 cm; LA: 22 cm Material: hârtie | | Complexul Muzeal Bucovina, Suceava | Cimec    |
|      | Junețea la români, fascicola 9. 3. Jocurile copiilor. 4. Scaldatul - datini și credințe. Autor: Marin, Sorin Florea                                                                                | Datare: 1870-1880 Școală: copist autor Simion Florea Marian Dimensiuni: L: 34,7 cm; LA: 22 cm Material: hârtie | | Complexul Muzeal Bucovina, Suceava | Cimec    |
|      | Junețea la români, fascicola 3. Jocul copiilor; e-z; materiale Autor: Marin, Sorin Florea | Datare: 1870-1880 Școală: copist autor Simion Florea Marian Dimensiuni: L:21 cm; LA: 18 cm Material: hârtie    | Junețea la români, fascicola 3. Jocul copiilor; e-z; materiale. | Complexul Muzeal Bucovina, Suceava | Cimec    |
|      | Junețea la români, fascicola 4. Porecle. Diferite versuri la jocurile copiilor Autor: Marin, Sorin Florea                                                                                          | Datare: 1870-1880 Școală: copist autor Simion Florea Marian Dimensiuni: L:21 cm; LA: 18 cm Material: hârtie    | | Complexul Muzeal Bucovina, Suceava | Cimec    |
|      | Botanica poporană română vol. IV, fascicola 5, specii: Turița, Gula, Ocheșica, Botînca (Vâzdoagă)                                                                                                  | Dimensiuni: L: 22 cm LA:18,5 cm Material: hârtie                                                               | | Complexul Muzeal Bucovina, Suceava | Cimec    |
|      | Botanică poporană: vol. VI, fascicola 10: specii: Studenița, Ciobotîca cucului, Patlagina Autor: Marian, Simion Florea                                                                             | Datare: 1870-1890 Școală: copist Simion Florea Marian Dimensiuni: 22 x 18,5 cm Material: hârtie                | Botanică poporană: vol. VI, fascicola 10: specii: Studenița, Ciobotîca cucului, Patlagina                                                                                   | Complexul Muzeal Bucovina, Suceava | Cimec    |
|      | Botanică poporană: vol. VII, fascicola 1: specii: Știrul, Cîrmîzul sau Rumeioara, Gușterarița, Mătura Autor: Marian, Simion Florea                                                                 | Datare: 1870-1890 Școală: copist Simion Florea Marian Dimensiuni: 22 x 18,5 cm Material: hârtie                | Botanică poporană: vol. VII, fascicola 1: specii: Știrul, Cîrmîzul sau Rumeioara, Gușterarița, Mătura                                                                       | Complexul Muzeal Bucovina, Suceava | Cimec    |
|      | Botanică poporană: vol. VII, fascicola 2: specii: Tămîița, Fraga tătărească, Sfecla, Spanacul, Loboda Autor: Marian, Simion Florea                                                                 | Datare: 1870-1890 Școală: copist Simion Florea Marian Dimensiuni: 22 x 18,5 cm Material: hârtie                | Botanică poporană: vol. VII, fascicola 2: specii: Tămîița, Fraga tătărească, Sfecla, Spanacul, Loboda                                                                       | Complexul Muzeal Bucovina, Suceava | Cimec    |
|      | Botanică poporană: vol. VII, fascicola 3: specii: Stevea, Iarba roșă, Troscotul, Răcușorul, Hrișca, Tilichinul sau lemnul cînesc Autor: Marian, Simion Florea                                      | Datare: 1870-1890 Școală: copist Simion Florea Marian Dimensiuni: 22 x 18,5 cm Material: hârtie                | Botanică poporană: vol. VII, fascicola 3: specii: Stevea, Iarba roșă, Troscotul, Răcușorul, Hrișca, Tilichinul sau lemnul cînesc                                            | Complexul Muzeal Bucovina, Suceava | Cimec    |
|      | Botanică poporană: vol. VII, fascicola 4: specii: Mătrăguna Autor: Marian, Simion Florea | Datare: 1870-1890 Școală: copist Simion Florea Marian Dimensiuni: 22 x 18,5 cm Material: hârtie                | Botanică poporană: vol. VII, fascicola 4: specii: Mătrăguna | Complexul Muzeal Bucovina, Suceava | Cimec    |
|      | Botanică poporană: vol. VII, fascicola 5: specii: Părangina, Sovârvărița, Iarba mare, Tătărcuța, Armurariul, Săgeata Autor: Marian, Simion Florea                                                  | Datare: 1870-1890 Școală: copist Simion Florea Marian Dimensiuni: 22 x 18,5 cm Material: hârtie                | Botanică poporană: vol. VII, fascicola 5: specii: Părangina, Sovârvărița, Iarba mare, Tătărcuța, Armurari                                                                   | Complexul Muzeal Bucovina, Suceava | Cimec    |
|      | Botanică poporană: vol. VII, fascicola 6: specii: Șerpînța, Dragostea, Păpădia, Măsălariul, Fierea pămîntului Autor: Marian, Simion Florea                                                         | Datare: 1870-1890 Școală: copist Simion Florea Marian Dimensiuni: 22 x 18,5 cm Material: hârtie                | Botanică poporană: vol. VII, fascicola 6: specii: Șerpînța, Dragostea, Păpădia, Măsălariul, Fierea pămîntului                                                               | Complexul Muzeal Bucovina, Suceava | Cimec    |
|      | Botanică poporană: vol. VII, fascicola 7: specii: Macul, Breiul, Rostopasca, Lemnul Domnului Autor: Marian, Simion Florea                                                                          | Datare: 1870-1890 Școală: copist Simion Florea Marian Dimensiuni: 22 x 18,5 cm Material: hârtie                | Botanică poporană: vol. VII, fascicola 7: specii: Macul, Breiul, Rostopasca, Lemnul Domnului                                                                                | Complexul Muzeal Bucovina, Suceava | Cimec    |
|      | Botanică poporană: vol. VII, fascicola 8: specii: Scumpia, Tutunul, Spînzul Autor: Marian, Simion Florea                                                                                           | Datare: 1870-1890 Școală: copist Simion Florea Marian Dimensiuni: 22 x 18,5 cm Material: hârtie                | Botanică poporană: vol. VII, fascicola 8: specii: Scumpia, Tutunul, Spînzul                                                                                                 | Complexul Muzeal Bucovina, Suceava | Cimec    |
|      | Botanică poporană: vol. VII, fascicola 9: specii: Coada șoarecului, Ferica, Slăbănogul, Iarba lui Tatin Autor: Marian, Simion Florea                                                               | Datare: 1870-1890 Școală: copist Simion Florea Marian Dimensiuni: 22 x 18,5 cm Material: hârtie                | Botanică poporană: vol. VII, fascicola 9: specii: Coada șoarecului, Ferica, Slăbănogul, Iarba lui Tatin                                                                     | Complexul Muzeal Bucovina, Suceava | Cimec    |
|      | Botanică poporană: vol. VII, fascicola 10: specii: Rușinea fetelor, Ciumăfaia, Cicoarea Autor: Marian, Simion Florea                                                                               | Datare: 1870-1890 Școală: copist Simion Florea Marian Dimensiuni: 22 x 18,5 cm Material: hârtie                | Botanică poporană: vol. VII, fascicola 10: specii: Rușinea fetelor, Ciumăfaia, Cicoarea                                                                                     | Complexul Muzeal Bucovina, Suceava | Cimec    |
|      | Botanică poporană: vol. VII, fascicola 11: specii: Crepusnicul, Ulmul, Vîscul Autor: Marian, Simion Florea                                                                                         | Datare: 1870-1890 Școală: copist Simion Florea Marian Dimensiuni: 22 x 18,5 cm Material: hârtie                | Botanică poporană: vol. VII, fascicola 11: specii: Crepusnicul, Ulmul, Vîscul                                                                                               | Complexul Muzeal Bucovina, Suceava | Cimec    |
|      | Botanică poporană: vol. VIII, fascicola 1: specii: Zambila, Brîndușul, Strigoaia, Horjul, Pipirigul, Rogozul Autor: Marian, Simion Florea                                                          | Datare: 1870-1890 Școală: copist Simion Florea Marian Dimensiuni: 22 x 18,5 cm Material: hârtie                | Botanică poporană: vol. VIII, fascicola 1: specii: Zambila, Brîndușul, Strigoaia, Horjul, Pipirigul, Rogozul                                                                | Complexul Muzeal Bucovina, Suceava | Cimec    |
|      | Botanică poporană: vol. VIII, fascicola 2: specii: Mălaiul mărunțel, Mohorul, Ghimparița, Coadina, iarba cînelui, Mălaiul tătăresc Autor: Marian, Simion Florea                                    | Datare: 1870-1890 Școală: copist Simion Florea Marian Dimensiuni: 22 x 18,5 cm Material: hârtie                | Botanică poporană: vol. VIII, fascicola 2: specii: Mălaiul mărunțel, Mohorul, Ghimparița, Coadina, iarba cînelui, Mălaiul tătăresc                                          | Complexul Muzeal Bucovina, Suceava | Cimec    |
|      | Botanică poporană: vol. VIII, fascicola 3: specii: Trestia, Iarba vîntului, Părul zînelor sau Năgara Autor: Marian, Simion Florea                                                                  | Datare: 1870-1890 Școală: copist Simion Florea Marian Dimensiuni: 22 x 18,5 cm Material: hârtie                | Botanică poporană: vol. VIII, fascicola 3: specii: Trestia, Iarba vîntului, Părul zînelor sau Năgara                                                                        | Complexul Muzeal Bucovina, Suceava | Cimec    |
|      | Botanică poporană: vol. VIII, fascicola 4: specii: Ovăsul, Odosul, Șuvarul, Orzul, Pirul, Săcara Autor: Marian, Simion Florea                                                                      | Datare: 1870-1890 Școală: copist Simion Florea Marian Dimensiuni: 22 x 18,5 cm Material: hârtie                | Botanică poporană: vol. VIII, fascicola 4: specii: Ovăsul, Odosul, Șuvarul, Orzul, Pirul, Săcara                                                                            | Complexul Muzeal Bucovina, Suceava | Cimec    |
|      | Botanică poporană: vol. VIII, fascicola 5: specii: Grîul (I) Autor: Marian, Simion Florea | Datare: 1870-1890 Școală: copist Simion Florea Marian Dimensiuni: 22 x 18,5 cm Material: hârtie                | Botanică poporană: vol. VIII, fascicola 5: specii: Grîul (I) | Complexul Muzeal Bucovina, Suceava | Cimec    |
|      | Botanică poporană: vol. VIII, fascicola 6: specii: Grîul (II) Autor: Marian, Simion Florea | Datare: 1870-1890 Școală: copist Simion Florea Marian Dimensiuni: 22 x 18,5 cm Material: hârtie                | Botanică poporană: vol. VIII, fascicola 6: specii: Grîul (II) | Complexul Muzeal Bucovina, Suceava | Cimec    |
|      | Botanică poporană: vol. VIII, fascicola 7: specii: Opsiga, Papura, Aruma, Coada smeului Autor: Marian, Simion Florea                                                                               | Datare: 1870-1890 Școală: copist Simion Florea Marian Dimensiuni: 22 x 18,5 cm Material: hârtie                | Botanică poporană: vol. VIII, fascicola 7: specii: Opsiga, Papura, Aruma, Coada smeului                                                                                     | Complexul Muzeal Bucovina, Suceava | Cimec    |
|      | Botanică poporană: vol. VIII, fascicola 8: specii: Broscărița, Limba vecină (Limba cerbului), Năvalnicul, Cornișorul, Barba ursului Autor: Marian, Simion Florea                                   | Datare: 1870-1890 Școală: copist Simion Florea Marian Dimensiuni: 22 x 18,5 cm Material: hârtie                | Botanică poporană: vol. VIII, fascicola 8: specii: Broscărița, Limba vecină (Limba cerbului), Năvalnicul, Cornișorul, Barba ursului                                         | Complexul Muzeal Bucovina, Suceava | Cimec    |
|      | Botanică poporană: vol. VIII, fascicola 9: specii: Tarahonul, Măturica, pelinița, pelinul Autor: Marian, Simion Florea                                                                             | Datare: 1870-1890 Școală: copist Simion Florea Marian Dimensiuni: 22 x 18,5 cm Material: hârtie                | Botanică poporană: vol. VIII, fascicola 9: specii: Tarahonul, Măturica, pelinița, pelinul                                                                                   | Complexul Muzeal Bucovina, Suceava | Cimec    |
|      | Botanică poporană: vol. VIII, fascicola 10: specii: Socul, Omagul, Vîscul de stejar, Curcubețica, Popivnicul Autor: Marian, Simion Florea                                                          | Datare: 1870-1890 Școală: copist Simion Florea Marian Dimensiuni: 22 x 18,5 cm Material: hârtie                | Botanică poporană: vol. VIII, fascicola 10: specii: Socul, Omagul, Vîscul de stejar, Curcubețica, Popivnicul                                                                | Complexul Muzeal Bucovina, Suceava | Cimec    |
|      | Botanică poporană: vol. IX, fascicola 1: specii: Urzica, Hemeiul, Agudul (Frăgariul) Autor: Marian, Simion Florea                                                                                  | Datare: 1870-1890 Școală: copist Simion Florea Marian Dimensiuni: 22 x 18,5 cm Material: hârtie                | Botanica poporană română vol. IX, fascicula 1: specii: Urzica, Hemeiul, Agudul (Frăgariul)                                                                                  | Complexul Muzeal Bucovina, Suceava | Cimec    |
|      | Botanică poporană: vol. IX, fascicola 2: specii: Smochinul, Laptele cînelui, Vîsc de apă Autor: Marian, Simion Florea                                                                              | Datare: 1870-1890 Școală: copist Simion Florea Marian Dimensiuni: 22 x 18,5 cm Material: hârtie                | Botanica poporană română vol. IX, fascicula 2: specii: Smochinul, Laptele cînelui, Vîsc de apă                                                                              | Complexul Muzeal Bucovina, Suceava | Cimec    |
|      | Botanică poporană: vol. IX, fascicola 3: specii: Nucul, Fagul Autor: Marian, Simion Florea | Datare: 1870-1890 Școală: copist Simion Florea Marian Dimensiuni: 22 x 18,5 cm Material: hârtie                | Botanica poporană română vol. IX, fascicula 3: specii: Nucul, Fagul | Complexul Muzeal Bucovina, Suceava | Cimec    |
|      | Botanică poporană: vol. IX, fascicola 4: specii: Stejarul, Mesteacănul Autor: Marian, Simion Florea                                                                                                | Datare: 1870-1890 Școală: copist Simion Florea Marian Dimensiuni: 22 x 18,5 cm Material: hârtie                | Botanica poporană română vol. IX, fascicula 4: specii: Stejarul, Mesteacănul                                                                                                | Complexul Muzeal Bucovina, Suceava | Cimec    |
|      | Botanică poporană: vol. IX, fascicola 5: specii: Salcea sau Răchita Autor: Marian, Simion Florea                                                                                                   | Datare: 1870-1890 Școală: copist Simion Florea Marian Dimensiuni: 22 x 18,5 cm Material: hârtie                | Botanica poporană română vol. IX, fascicula 5: specii: Salcea sau Răchita                                                                                                   | Complexul Muzeal Bucovina, Suceava | Cimec    |
|      | Botanică poporană: vol. IX, fascicola 6: specii: Arinul, Tisa, Iuniperul (Jnapănul), Pinul Autor: Marian, Simion Florea                                                                            | Datare: 1870-1890 Școală: copist Simion Florea Marian Dimensiuni: 22 x 18,5 cm Material: hârtie                | Botanica poporană română vol. IX, fascicula 6: specii: Arinul, Tisa, Iuniperul (Jnapănul), Pinul                                                                            | Complexul Muzeal Bucovina, Suceava | Cimec    |
|      | Botanică poporană: vol. IX, fascicola 7: specii: Cadrinul, Molidul, Splinărița, Păpurica, Untul Vacii, Limba cucului, Papucul Doamnei, Brîndușa Autor: Marian, Simion Florea                       | Datare: 1870-1890 Școală: copist Simion Florea Marian Dimensiuni: 22 x 18,5 cm Material: hârtie                | Botanica poporană română vol. IX, fascicula 7: specii: Cadrinul, Molidul, Splinărița, Păpurica, Untul Vacii, Limba cucului, Papucul Doamnei, Brîndușa                       | Complexul Muzeal Bucovina, Suceava | Cimec    |
|      | Botanică poporană: vol. IX, fascicola 8: specii: Seceruica, Narcisa, Breiul, Ghiocel bogat, Ghiocelul, Umbra iepurelui, Coada cucoșului, Ghimpușul, Bobița, Tulipanul Autor: Marian, Simion Florea | Datare: 1870-1890 Școală: copist Simion Florea Marian Dimensiuni: 22 x 18,5 cm Material: hârtie                | Botanica poporană română vol. IX, fascicula 8: specii: Seceruica, Narcisa, Breiul, Ghiocel bogat, Ghiocelul, Umbra iepurelui, Coada cucoșului, Ghimpușul, Bobița, Tulipanul | Complexul Muzeal Bucovina, Suceava | Cimec    |